# Jorge Luis Campos
Jorge Luis Campos (Asunción, 11 augustus 1970) is een voormalig betaald voetballer uit Paraguay, die bij voorkeur als aanvallende middenvelder speelde. Hij beëindigde zijn actieve loopbaan in 2006 bij Sportivo Luqueño. Vervolgens stapte hij het trainersvak in.

## Clubcarrière
Campos debuteerde in het seizoen 1990 voor Club Olimpia in het profvoetbal en sloot zich in 1997 aan bij de Chinese club Beijing Guoan. Hij kwam daarnaast ook uit voor Cruz Azul, Cerro Porteño, Universidad Católica, Quilmes AC, Club Libertad en Club Nacional.

## Interlandcarrière
Campos speelde zijn eerste interland voor Paraguay op 14 mei 1995 in de vriendschappelijke wedstrijd tegen buurland Bolivia (1-1). Hij kwam in totaal tot 44 interlands (zes goals) voor zijn vaderland. Hij maakte deel uit van de selectie voor het WK 1998 en het WK 2002. Hij vertegenwoordigde zijn vaderland bij de Olympische Spelen van 1992 in Barcelona.